# Euforia biegacza
Euforia biegacza (ang. Runner's High) – fenomen stanu euforycznego, pojawiający się podczas biegu długodystansowego lub innej długotrwałej aktywności fizycznej, powodujący zwiększoną odporność na ból i zmęczenie.
Teoria euforii biegacza pojawiła się w latach 70. w USA na fali rosnącego entuzjazmu dla biegania, kiedy odkryto receptory opioidowe μ w mózgu.

## Teoria endorfinowa
Szeroko opisywanym w literaturze powodem wystąpienia stanu euforii biegacza jest produkcja endorfin.
Zgodnie z tym poglądem endorfiny są wydzielane w mózgu ćwiczącej osoby podczas długotrwałego, ciągłego wysiłku fizycznego z intensywnością na poziomie od umiarkowanego do wysokiego, kiedy oddychanie jest utrudnione. Moment wystąpienia efektu odpowiada czasowi, po którym mięśnie zużywają cały glikogen w nich zmagazynowany. Po upływie ok. 45-60 minut podczas wysiłku następuje moment przejścia z oddychania aerobowego na anaerobowe (próg anaerobowy), kiedy to powstaje tzw. dług tlenowy. Niedotlenienie wywołuje stres organizmu, co z kolei może powodować silne wydzielanie endorfin.
 Podczas krótszych, intensywnych ćwiczeń również są wydzielane endorfiny, jednakże w ilościach niemierzalnych, uwolnienie endorfin przygotowuje organizm na dalszy wysiłek fizyczny.
Produkcja endorfin wywołuje emocjonalną reakcję na stres, objawiającą się poprawą nastroju oraz zwiększeniem wytrzymałości i odporności organizmu na ból, co umożliwia dalszy wysiłek, który w normalnych warunkach nie mógłby być kontynuowany. Zjawisko to jest opisywane przez biegaczy jako przejęcie przez umysł kontroli nad ciałem.
Znane są także przypadki negatywnych odczuć u osób ćwiczących zamiast poprawy nastroju, co wiązane jest z negatywnym wpływem warunków zewnętrznych, np. podczas biegania w zimny deszczowy dzień po zmroku, w nieznanym terenie, czy pływania w zimnej wodzie.
Endorfiny oddziałują silnie na receptory μ (są ich agonistami), których pobudzanie wywołuje stany euforyczne. Aktywność fizyczna, podczas której może wystąpić stan euforyczny obejmuje nie tylko bieganie, ale również pływanie, narciarstwo biegowe, wioślarstwo długodystansowe, jazdę na rowerze, podnoszenie ciężarów, kulturystykę, aerobik, czy gry zespołowe takie jak koszykówka albo piłka nożna.
Według niektórych fizjologów, biegacze długodystansowi to "endogenni morfiniści" uzależnieni fizjologicznie od biegania i to właśnie maratończycy są grupą gdzie fenomen euforii występuje najczęściej.
Sugeruje się również, że może on być główną przyczyną uprawiania biegów długodystansowych. Znane są przypadki uzależnienia od wysiłku fizycznego, powodującego szkody fizyczne i psychiczne.

## Pochodzenie fenomenu
W książce Homo przypadkiem sapiens K. Fijałkowski i T. Bielicki postulują za Walterem Bortzem II, że wydzielanie endorfin do krwi podczas wysiłku związanego zazwyczaj z długotrwałym biegiem jest adaptacją specyficzną dla człowieka, powstałą w trakcie ewolucji homo sapiens. Twierdzą oni, że mechanizm ten powoduje tak zwany „drugi oddech” i wydzielenie do krwi w sposób naturalny substancji będącej endogennym uśmierzaczem bólu, co pozwala kontynuować bieg bez względu na zmęczenie. Według ich teorii człowiek w toku ewolucji wytworzył adaptację długotrwałych biegów jako technikę łowiecką. Technika uporczywego polowania polega na gonieniu zwierzyny przez długi czas i kontynuowanie biegu, aż do momentu przegrzania organizmu zwierzęcia i braku możliwości kontynuowania ucieczki. W ten sposób polują do dziś niektóre plemiona Ameryki Południowej jak na przykład Indianie Tarahumara, a także Buszmeni w Afryce, czy Aborygeni w północno-zachodniej Australii. Nadzwyczajne zdolności biegowe plemienia Tarahumara opisuje książka C. McDougalla Urodzeni biegacze. Podniesienie poziomu endorfin podczas długotrwałego wysiłku pozwalało na zwiększenie pokonywanego dystansu i uśmierzenie pojawiającego się bólu, co zwiększało szansę przeżywalności osobnika w okresach głodu podczas suszy i braku zwierzyny łownej.

## Euforia wysokościowa
Wśród himalaistów, czy alpinistów, występuje efekt euforii wysokościowej, do której dochodzi na skutek niedotlenienia mózgu na dużej wysokości. Według niepotwierdzonej jeszcze teorii niedobór tlenu podczas wspinaczki wywołuje stres organizmu, który w odpowiedzi na niego wytwarza w płynie mózgowo-rdzeniowym endorfiny. Himalaiści opisują przypadki euforii wśród wspinaczy, objawiające się porzucaniem elementów sprzętu i ubioru, dziwnym zachowaniem czy halucynacjami.

## Metodyka badań
Badania wpływu endorfin na człowieka są znacznie utrudnione. Ogromna większość naukowych doniesień o wpływie endorfin na system opioidowy pochodzi z inwazyjnych badań na szczurach i myszach, u których bada się bezpośrednio zmiany mózgu, co niestety zazwyczaj oznacza śmierć obiektu badań. Badania na szczurach dowiodły, że intensywny długotrwały wysiłek powoduje wzrost poziomu endorfin w mózgu, co indukuje zwiększony próg odczuwania bólu. Wysiłek wpływa także na mechanizm oddziaływania dynorfin i enkefalin, pozostałych dwóch grup endogennych peptydów opioidowych, na receptory opioidowe.
U ludzi badania prowadzi się w dwojaki, pośredni sposób. Typowe badania polegają na oznaczaniu zawartości endorfin i innych substancji we krwi, przy założeniu, że jest ona powiązana z poziomem w mózgu (jednakże transport endorfin pomiędzy mózgiem i krwią nie zachodzi łatwo). 
 Drugi sposób polega na obserwacji zmian jakie występują u ochotników, którym podaje się blokery receptorów opioidowych μ.
Badania prowadzone u ludzi potwierdziły, że poziom endorfin zależy od intensywności ćwiczeń: przy wysiłku aerobowym o dużej intensywności jest on większy niż w stanie spoczynku, natomiast przy łagodnym wysiłku aerobowym poziom endorfin nie zmienia się w porównaniu do stanu spoczynku.

## Zastrzeżenia do teorii endorfinowej
Niektórzy badacze postulują, że fenomen euforii biegacza jest raczej efektem sprostania wyzwaniu niż wysiłku, a poprawa nastroju i wydzielenie endorfin jest powodowane efektem placebo, czyli zdolnością umysłu do wywoływania zmian fizjologicznych w organizmie.
Jedna z hipotez głosi, że intensywne ćwiczenia prowadzą do uwolnienia się od negatywnych uczuć nieprzyjemności, gniewu, frustracji i niepokoju, i dopiero to może powodować wzrost poziomu endorfin. Dlatego raczej należałoby mówić nie o euforii, a o spokoju biegacza.
Studia we wczesnych latach 80. przyniosły wątpliwości dotyczące powiązania endorfin z euforią biegacza.
Po pierwsze, po podaniu antagonisty blokującego receptory μ (co zablokowało oddziaływanie endorfin), poprzez wstrzyknięcie naloksonu lub podanie doustne naltreksonu (analogu naloksonu), u badanej osoby po wysiłku stwierdzono te same pozytywne zmiany nastroju, co w przypadku ćwiczenia bez zastosowania blokerów. Jednakże podobne badania przeprowadzone po podaniu naltreksonu przed ćwiczeniami aerobowymi, wręcz przeciwnie, wykazały brak pozytywnych zmian w nastroju w stosunku do stanu spoczynku, co może potwierdzać wpływ endorfin na fenomen euforii biegacza.

Badania przeprowadzone w Royal Perth Hospital u 8 biegaczy po ukończeniu ultramaratonu na dystansie 100 km nie wykazały wzrostu poziomu beta-endorfiny, jednej z ważniejszych i najbardziej poznanych endorfin, powyżej normalnego poziomu.

Po drugie, badacze nigdy nie mogą mieć pewności, że spowodują wystąpienie efektu euforii w laboratorium. To czyni fenomen bardzo trudnym do badania i utrudnia udowodnienie jego powiązania z endorfinami.

## Wpływ fenyloetyloaminy
Badania prowadzone w 2001 r. przez badaczy brytyjskiego Nottingham Trent University sugerują, że za fenomen euforii biegacza odpowiedzialna jest fenyloetyloamina (PEA), naturalnie produkowana przez ciało, spokrewniona z amfetaminą. Badacze donoszą, że umiarkowane ćwiczenia podnoszą poziom fenyloetyloaminy u większości ludzi. Osoby cierpiące na depresję mają niski poziom fenyloetyloaminy i to tłumaczy, dlaczego aktywność fizyczna jest naturalnym środkiem antydepresyjnym. Po podaniu fenyloetyloaminy u większości chorych na depresję następuje szybka doraźna poprawa nastroju (w ciągu około pół godziny).

Badania poziomu fenyloetyloaminy wykonano u 20 mężczyzn dzień po dniu, w którym nie wykonywano ćwiczeń i dzień po dniu, w którym ćwiczono z umiarkowaną intensywnością (30 minut, 70% tętna maksymalnego). U wszystkich badanych stwierdzono podwyższony poziom PEA, a u osób, które ćwiczyły najintensywniej był on najwyższy.

Badacze podkreślają, że otrzymane wyniki nie przekreślają całkowicie związku fenomenu euforii biegacza z endorfinami. Ich zdaniem endorfiny nie penetrują mózgu tak łatwo jak fenyloetyloamina, jednakże aktywność fizyczna może oddziaływać chemicznie na mózg jednocześnie w różnoraki sposób poprzez różne endogenne substancje psychoaktywne, zależnie od indywidualnych cech danego organizmu.

## Odurzenie kannabinoidowe
Badania prowadzone w 2004 r. na uniwersytecie Georgia Insitute of Technology w Atlancie oraz na Uniwersytecie Kalifornijskim w Irvine sugerują, że za fenomen euforii biegacza odpowiadają kannabinoidy.
Zespół badaczy odkrył bardzo duży wzrost poziomu anandamidu, naturalnego kannabinoidu (endokannabinoidu), u biegaczy i rowerzystów, którzy ćwiczyli z umiarkowaną intensywnością (70-80% tętna maksymalnego) w długim okresie (45 minut).

Kannabinoidy oddziałują na receptory kannabinoidowe w mózgu, znajdujące się w rejonach odpowiedzialnych za pamięć, sen i czuwanie, emocje i postawę ciała oraz na komórkach układu odpornościowego.
Anandamid jest alkaloidem kakaowca i występuje w niewielkich ilościach w czekoladzie. Ten alkaloid produkuje efekt podobny do tego jaki powoduje psychoaktywny THC (tetrahydrokannabinol) zawarty w marihuanie. Skłania to badaczy do spekulacji, że euforia biegacza powodowana jest naturalnym odurzeniem kannabinoidowym, a nie endorfinowym.
Długotrwały wysiłek, powodując przedłużający się stres fizyczny i ból mięśni, może spowodować aktywację układu endokannabinoidowego, wywołując odurzenie i stan euforii. Zdaniem badaczy efekt ten można wykorzystać w leczeniu bólu chronicznego i jaskry zastępując w ten sposób roślinne kannabinoidy takie jak THC.
Stwierdzono również, że anandamid jest produkowany w ciele nie tylko w odpowiedzi na wysiłek fizyczny, ale również podczas technik "pracy z ciałem" (ang. bodywork) takich jak np. masaż.